# 小林高也

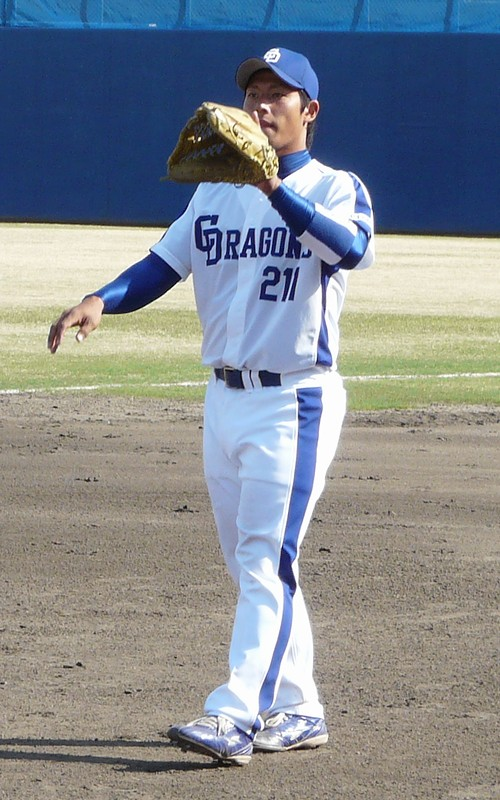
中日時代（2009年4月）

小林 高也（こばやし たかや、1984年2月26日 - ）は、日本の元プロ野球選手（外野手）。右投右打。プロでは育成選手であった。

## 経歴

### プロ入り前
小中学校時代は、投手として活躍。小学校時代は全国3位、中学時代は調布シニアに所属し全国制覇を成し遂げる。
新潟明訓高時代は、2年時の秋に野手に転向。3年時の春からスタメンとなり、夏は新潟県予選準決勝で敗退。
高校卒業後は、首都大学野球連盟に所属する東京経済大学に進学。2部リーグ在籍のシーズンもあるが大学通算13本塁打を記録し、4年秋は2部ベストナイン。3年時には連盟40周年のOBプロ交流戦で森中聖雄（当時巨人打撃投手）から東京ドームで本塁打を放つ。2005年のプロ野球ドラフト会議で北海道日本ハムファイターズが同年から運用を開始した育成選手としての指名を実施しようとしたが、この時小林は既に明治安田生命への入社が内定しており、「社会人チーム内定選手は育成選手としての指名はできない」という規定に抵触することから、日本ハム側が指名を見送るという事態になった。これ以降日本ハムは2018年に海老原一佳を指名するまで育成選手を指名しなかった。
大学卒業後は、内定していた明治安田生命に入社。硬式野球部に入部するも、ドラフト会議の件の影響で野球に対する情熱を失い3か月で退社する。
その後、野球とは無縁の一般企業に就職し、子供たちへの指導を行なっていたが、友人から誘われ2008年にクラブチームの東京弥生クラブに入団。スカウトが偵察に来るようになってから、再びプロを目指すようになった。
2008年10月30日、プロ野球ドラフト会議で中日ドラゴンズから育成枠で指名され、11月17日に仮契約した。

### 中日時代
中日では在籍3年で支配下選手登録されることはなく、2011年11月1日に戦力外通告を受けた。

### 巨人時代
同年12月6日、育成選手として読売ジャイアンツに入団することが発表された。しかし、2012年10月3日に再度戦力外通告を受けた。退団後は現役を引退。

### 現役引退後
1年のブランクを経て、古巣の東京弥生クラブに復帰。コーチを兼任しながらプレーしていたが、現在は退団。
自身のInstagramでは、稀に少年野球や社会人野球、ソフトボールの指導を行っている旨を綴っている。

## 選手としての特徴・人物
キャンプを視察した複数の評論家からは長打力を評価された。自身は、逆方向への長打のバッティングを得意としていると語る。
目標とする選手に、日本では和田一浩や村田修一、メジャーではサミー・ソーサやアレックス・ロドリゲスを挙げている。

## 詳細情報

### 年度別打撃成績
- 一軍公式戦出場なし

### 背番号
- 211（2009年 - 2011年）
- 008（2012年）